# Автобан A111 (Німеччина)

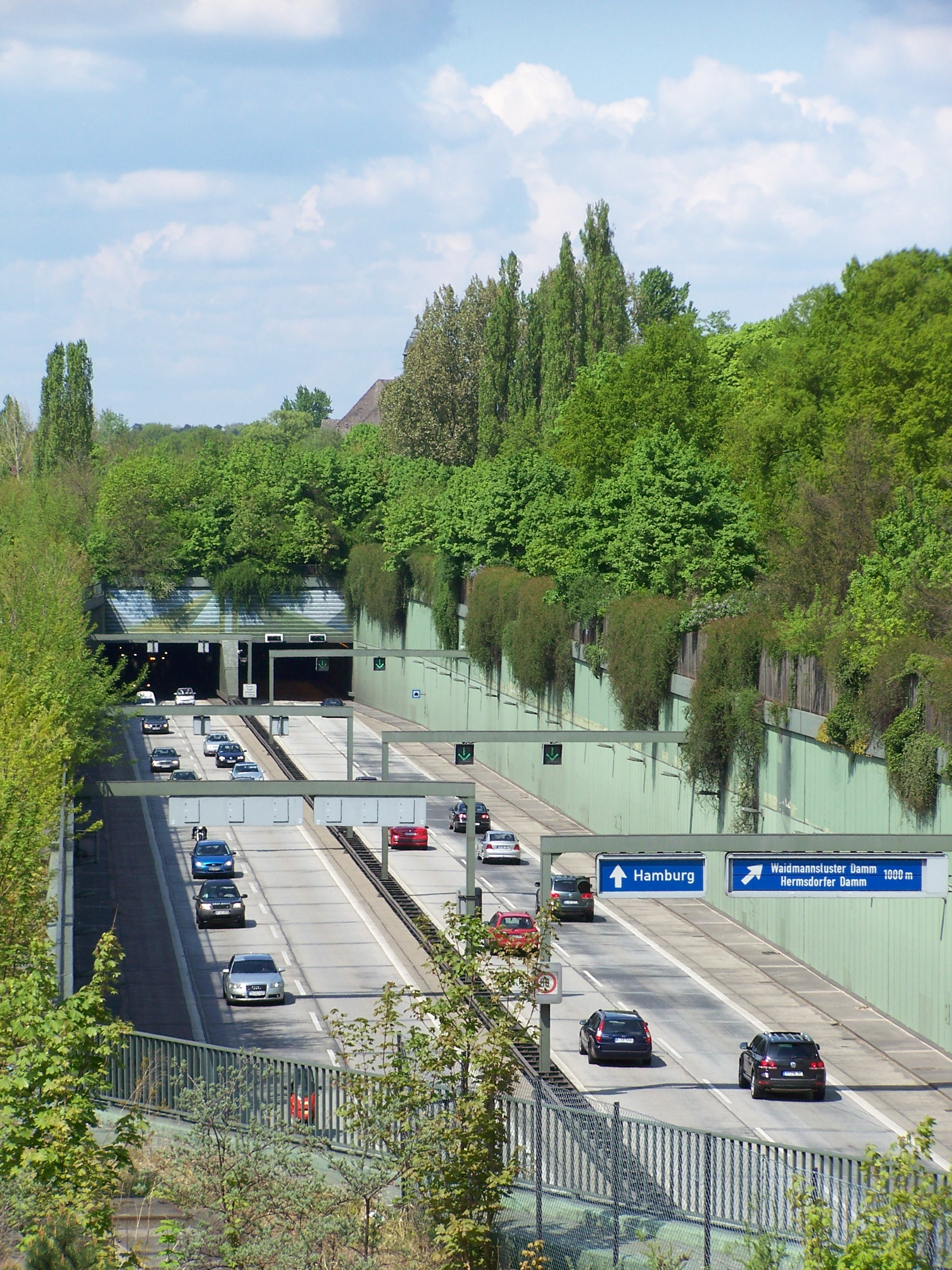
Розділ А 111 перед тунелем у центрі Тегеля

Федеральний автобан А111 (A111, нім. Bundesautobahn 111)  – проходить на півночі Берліна та з’єднує берлінський міський автобан (A 100) з Берлінським кільцем (А 10) від Драйк Шарлоттенбург через колишній Кройц Райнікендорф до Кройц Оранієнбург.

## Історія

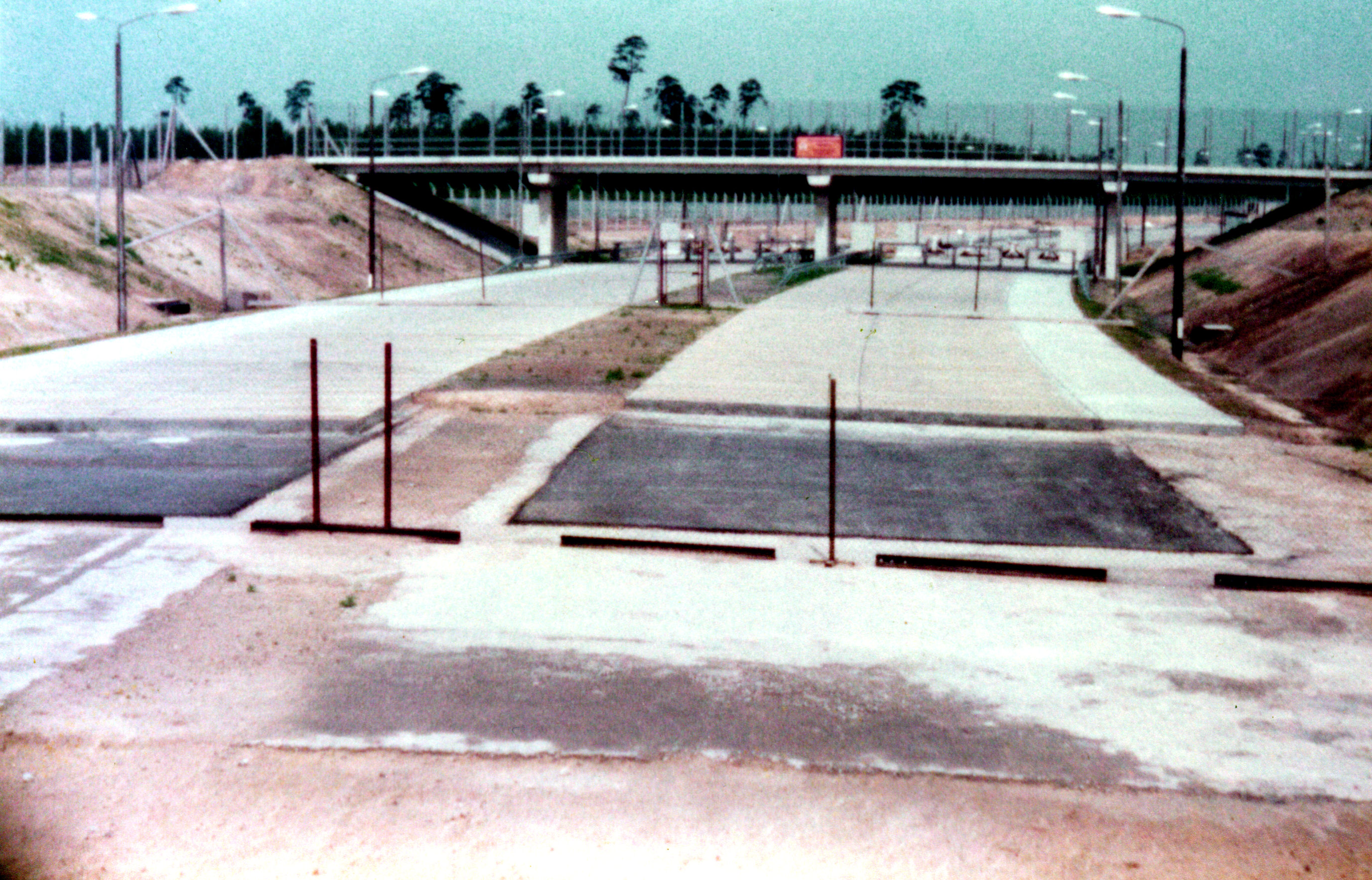
Будівництво А 111 на прикордонному переході між Штольпе та Хайлігензе, 1982 рік

Плани будівництва автостради між Берліном і Гамбургом існували ще за часів Веймарської республіки. Однак будівництво лінії, яке почалося в 1938 році і мало приєднатися до Херштрассе біля Далльгова, було знову зупинено в 1940 році.
У міській зоні Берліна план землекористування 1965 року передбачав будівництво Західної тангенти (з 1975 року A 11), яка мала вести від Штегліца через розв'язку Шенеберг повз Lehrter Bahnhof до Amrumer Straße. Надалі – частково відомий як Autobahn Berlin Nord – автобан повинен вести на схід повз аеропорт Тегель до розв’язки Hermsdorfer Damm. У той час як перша південна ділянка Westtangente була відкрита в 1968 році, будівельні роботи почалися в 1971 році на сьогоднішньому AS Kurt-Schumacher-Damm і в 1972 році на тунелі в аеропорту Тегель.
До листопада 1982 року частина траси автобану Берлін-Гамбург у НДР і сполучення з Гамбургом були завершені, як і було заплановано. Однак будівництво ділянки між AS Waidmannsluster Damm / Hermsdorfer Damm і новим прикордонним переходом у Штольпе розпочалося лише в січні 1982 року та було зупинено у грудні 1982 року Вищим адміністративним судом після позову громадянської ініціативи Autobahn Tegel, тому що наприкінці 1982 року було завершено лише ділянку між кордоном зони та AS Schulzendorfer Straße, а транзитний рух до Гамбурга спочатку мав здійснюватися через прикордонний пункт Штаакен.

## Тунель аеропорту Тегель
Тунель Flughafen Tegel Berlin, скорочено Tunnel Flughafen Tegel (TFT), був побудований у 1979 році під час будівництва A 111 здано в експлуатацію. Довжина тунельної труби на схід (напрямок руху на північ) становить 967 м, західна тунельна труба (напрямок руху на південь) простягається на довжину 878 м. Дві окремі тунельні труби були побудовані методом «вирізання та накриття» в котловані з пониженням ґрунтових вод, а потім накриті так, щоб злітно-посадкова смуга аеропорту лежала над ними. Товщина зовнішньої стінки 80 см, середня стінка виконана товщиною 60 см. Опорна плита має стандартну товщину плити 1,20 м. Товщина стельової панелі в середньому становить один метр. Світла ширина в межах двох труб тунелю становить приблизно 10,50 м кожна м, світла висота становила 5,50 м і проектується з прибудовами не менше 4,81 м. У зв’язку з посиленням правил безпеки для дорожніх тунелів (включаючи 2004/54/EG від 29. квітня 2004 р.) і витоки в тунелі, які досліджувалися в 1990-х роках, був запланований капітальний ремонт , який розпочався 8 квітня 2004 року 18 листопада 2006 року місяців із повним закриттям.